# Bismarcksäule (Tauberbischofsheim)

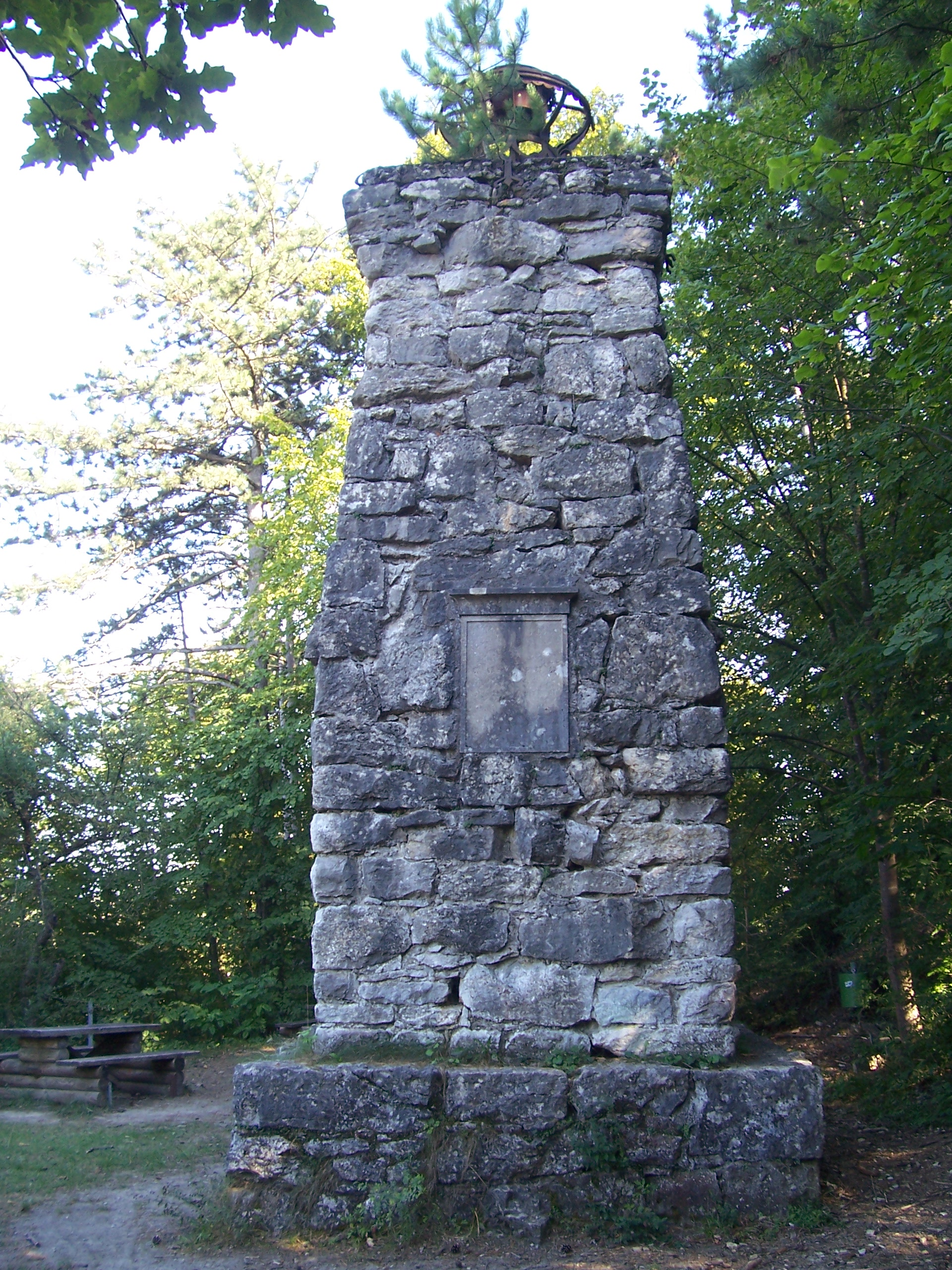
Bismarcksäule, Nordwestseite (2013)

Die Bismarcksäule in Tauberbischofsheim ist eine 9 m hohe Feuersäule mit Ehrentafel auf der Gemarkung des Tauberbischofsheimer Stadtteils Dittigheim. Sie geht auf eine Initiative der Akademischen Ferienverbindung Tuberania zurück.

## Geschichte
Mit einem Aufruf in der Badischen Tauberzeitung vom 19. Oktober 1899 sollte im Anschluss an die vaterländische Bewegung und „im Vertrauen auf die allseitige, opferwillige Unterstützung aller national gesinnten Männer hiesiger Gegend“ auf dem Höhberg-Grundstück eine Bismarcksäule errichtet werden. Es kamen 200 Mark zusammen, die vom Regierungsrat Karl Groß, einem der alten Herren der Tuberania, aufgestockt wurden. Beim Stiftungsfest der Tuberania vom 3. bis 4. Oktober 1903 wurde die Bismarcksäule zum Abschluss des Festes feierlich eingeweiht.

## Beschreibung
Die Spitze des aus Granit bestehenden Baudenkmals trägt eine Feuerschale, die an einem Eisengestell befestigt ist. An dem Denkmal sind zwei Steinplatten mit Inschriften angebracht: An der Nordseite BISMARCK, an der Südwestseite AFV/TUBERANIA/1903. An der Nordwestseite wurde nachträglich eine Ehrentafel mit der Inschrift EHRENTAFEL DER/AFV TUBERANIA/IHR LEBEN OPFERTEN/IM GROSSEN KRIEG/1914–1918 und den Namen der Gefallenen befestigt.